# Buckypaper
Buckypaper é uma fina superfície feita de um agregado de nanotubos de carbono, que são cerca de 50 mil vezes mais finos do que um fio de cabelo humano. Originalmente, buckypaper era fabricado como uma forma de manipular nanotubos de carbono, mas em 2008 está sendo estudado e desenvolvido por diversos grupos de pesquisa, prometendo boas aplicações como material construtivo para veículos aeroespaciais, armadura corporal, além de dispositivos e monitores de nova geração.

## Antecedentes
Buckypaper é um agregado macroscópico de nanotubos de carbono ou “buckytubos”. A ideia do buckypaper surgiu quando o cientista britânico Harry Kroto e cientistas da Rice University estavam tentando criar as condições encontradas em uma estrela quando ela forma carbono elemental. O material deve seu nome ao buckminsterfulereno, o fulereno com 60 átomos de carbono (uma variação alotrópica do carbono com ligações semelhantes que é algumas vezes referido como “Buckyball” em homenagem a Buckminster Fuller). Richard Smalley, Sir Harold Kroto e Robert Curl dividiram o Prêmio Nobel de Química por seus achados com buckminsterfullerenos. Suas descobertas e subsequente trabalho com nanotubos de carbono ensejaram uma revolução nos campos da química e ciência dos materiais.

## Síntese
O método geralmente aceito para formar tais filmes de nanotubos de carbono envolve o uso de surfactantes não-iônicos, tais como o Triton X-100  e lauril sulfato de sódio, que aumentam sua dispersibilidade em solução aquosa. Estas suspensões podem então ser filtradas por membrana sob pressão positiva ou negativa de modo a gerar filmes uniformes. A interação de forças de Van der Waals entre a superfície do nanotubo e o surfactante pode frequentemente ser mecanicamente forte e razoavelmente estável e, assim, não há como garantir que todo o surfactante é removido do filme de nanotubos de carbono depois da formação. Observou-se que lavar com metanol, um eficiente solvente na remoção de Triton X, causou rachaduras e deformações no filme. Foi constatado também que o Triton X pode causar destruição celular e acionar respostas inflamatórias mesmo em baixas concentrações.
De modo a evitar efeitos colaterais adversos decorrentes da possível presença de surfactantes, um processo alternativo de produção foi desenvolvido envolvendo um método por Compressão Frit que não exigiu uso de surfactantes ou modificações na superfície. As dimensões podem ser controladas por meio do tamanho do receptáculo da seringa e pela massa de nanotubos de carbono adicionada. Suas espessuras são tipicamente maiores que a de buckypaper gerado com surfactante e foram sintetizados desde 120 μm até 650 μm. Mesmo que por ora não exista um sistema de nomenclatura para servir como regra para a espessura de amostras de modo que possam ser classificadas como papel, amostras com espessura maior que 500 μm são designadas como "buckydiscs" (buckydiscos). Além da espessura de 5 mm, a amostra é denominada "buckycolumn" (buckycoluna). O método de compressão frit permite rápida síntese de buckypaper, buckydiscs e buckycolumns com recuperação de solvente e controle sobre a geometria bi- e tridimensional.